# ヌスコ
ヌスコ（伊: Nusco）は、イタリア共和国カンパニア州アヴェッリーノ県にある、人口約4,200人の基礎自治体（コムーネ）。

## 地理

### 位置・広がり

#### 隣接コムーネ
隣接するコムーネは以下の通り。
- バニョーリ・イルピーノ
- カッサーノ・イルピーノ
- カステルフランチ
- リオーニ
- モンテッラ
- モンテマラーノ
- サンタンジェロ・デイ・ロンバルディ
- トレッラ・デイ・ロンバルディ

## 文化・観光
「イタリアの最も美しい村」クラブ加盟コムーネである。